# 2013 RN124
2013 RN124 est un objet transneptunien faisant partie des cubewanos.

## Caractéristiques
2013 RN124 mesure environ 206 km de diamètre.